# La industria del matrimonio
La industria del matrimonio es una película en blanco y negro de Argentina dirigida por Fernando Ayala (episodio Romántico ), Luis Saslavsky (episodio Elixir de amor) y Enrique Carreras (episodio Correo sentimental) según el guion de Ariel Cortazzo que se estrenó el 1 de septiembre de 1965 y que tuvo como protagonistas a Antonio Prieto, Amelia Bence, Henny Trailes,  Ricardo Espalter, Andrés Redondo, Tita Merello  y Ángel Magaña. Fue la primera película con los integrantes del conjunto uruguayo Telecataplum.

## Sinopsis
Son 3 episodios en torno a los intermediarios del matrimonio (los avisos de las revistas, los videntes y las agencias): Correo sentimental, sobre una enérgica mujer que quiere casarse con un hombre dominable,  Elixir de amor, sobre el tema del título y Romántico sobre un cantante melódico.

## Reparto
Episodio Correo sentimental
- Tita Merello
- Ángel Magaña
- Amalia Bernabé
- Amalia Britos
- Pablo Cumo

Episodio Elixir de amor
- Henny Trailes
- Ricardo Espalter
- Andrés Redondo
- Emilio Vidal
- Alfredo de la Peña
- Raimundo Soto
- Jorge Cazet
- Elizabeth Killian
- Emma Bizio

Episodio Romántico
- Antonio Prieto
- Amelia Bence
- Juan Verdaguer
- Sonia
- Rodolfo Crespi
- Renée Oliver
- Susana Latou
- Adelco Lanza
- Rosángela Balbo
- Mario Savino

## Comentarios
Antonio A. Salgado opinó en Tiempo de Cine:

”en…Consultorio sentimental…una enérgica mujer -bien interpretada por Tita Merello- …quiere casarse con un hombre dominable. El choque entre sus caracteres disímiles provoca momentos graciosos y un desenlace mordaz, pero algunas humoradas de Enrique Carreras rozan el mal gusto. El libreto es débil. "Elixir de amor" lo protagoniza al conjunto uruguayo Telecataplum… busca el absurdo, pero Luis Saslavsky no pone el clima a punto, los chistes son sobre todo verbales, lo cual aprovecha sólo una faceta de Telecataplum. "Romántico" es el mejor….Hay aquí una fina burla del seudorromanticismo de un cantante melódico y un decoro general en la realización.”

King comentó en El Mundo:

”Comicidad con altibajos…La idea argumental es feliz, pero faltó sentido de la unidad en su concreción, especialmente en la labor de los reaalizadores.”

El Heraldo del Cine dijo:

”En cuanto a la duración, cabe reclamar más fundamentación psicológica en el primer episodio, más gracia en el segundo. Y más moderna sofisticación en el tercero…este último es el que más controibuye a salvar el pasatiempo.”